# Beyer Speed Figures
Die Beyer Speed Figures sind ein Punktesystem, mit dem die Leistungen von Galopprennpferden in Nordamerika bewertet werden. Es wurde von Andrew Beyer, Kolumnist der Washington Post, in den frühen 1970er-Jahren entwickelt. Jedem Rennpferd, das in den USA oder Kanada ein Galopprennen bestreitet, wird nach jedem Rennen eine Punktzahl (die Beyer Speed Figure) zugewiesen, die seine Leistung widerspiegeln soll. Diese Punktzahl drückt die gelaufene Zeit unter den gegebenen Bedingungen aus. Mit den Beyer Speed Figures lassen sich Rennleistungen auf verschiedenen Rennbahnen und Distanzen miteinander vergleichen. Andrew Beyer veröffentlichte seine Speed Figures erstmals 1975 in seinem Buch Picking Winners, seit 1992 sind die Beyer Speed Figures fester Bestandteil der Fachzeitschrift Daily Racing Form.  Die besten Pferde erreichen Speed Figure-Werte um 100 Punkte auf der Beyer-Skala, extrem starke Leistungen wurden auch schon mit über 120 Punkten notiert. In Europa werden ähnliche Punktesysteme angewendet, in England von Timeform, in Deutschland von Galopp-Statistik. Die europäischen Punktzahlen sind jedoch nicht mit denen der Beyer Speed Figures identisch.

## Rekorde
Die beiden höchsten verzeichneten Beyer Speed Figures wurden von dem Hengst Groovy im Jahr 1987 erzielt, der im Roseben Handicap (1200 Meter) und in den True North Stakes (1300 Meter) Punktzahlen von 131 und 134 erreichte, beide auf der Rennbahn Belmont Park (New York).
Im Jahr 2004 gelang dem Hengst Ghostzapper in den Philip H. Iselin Stakes (1800 Meter) im Monmouth Park (New Jersey) eine Punktzahl von 128. Hätte es bereits zu Beginn der 1970er-Jahre Beyer Speed Figures gegeben, wäre laut Andrew Beyer der Triple Crown-Gewinner Secretariat das Pferd mit dem höchsten Wert aller Zeiten. Beyer errechnete für seinen Sieg in den Belmont Stakes 1973 (2400 Meter) im Nachhinein eine Speed Figure-Punktzahl von 139.